# Яковелла да Челано
Яковелла да Челано (итал. Jacovella da Celano), также известная, как Ковелла да Челано (итал. Covella da Celano), Якобелла да Челано (итал. Jacobella da Celano), Джакомелла да Челано (итал. Jacomella da Celano) и Джованна делла Ратта (итал. Giovanna della Ratta; 1418, Челано, графство Челано — до 1471, Венафро, графство Венафро) — средневековая итальянская аристократка из дома Челано, дочь графа Николо да Челано. В своём праве графиня Челано с 1422 по 1458 год, графиня Венафро и баронесса Карапелле по 1471 год. Трижды была замужем: первым браком за Одоардо Колонна, герцогом Марси, вторым браком за Якопо Кальдора, герцогом Бари и третьим браком за бароном Лионелло Аккроччамуро.

## Биография

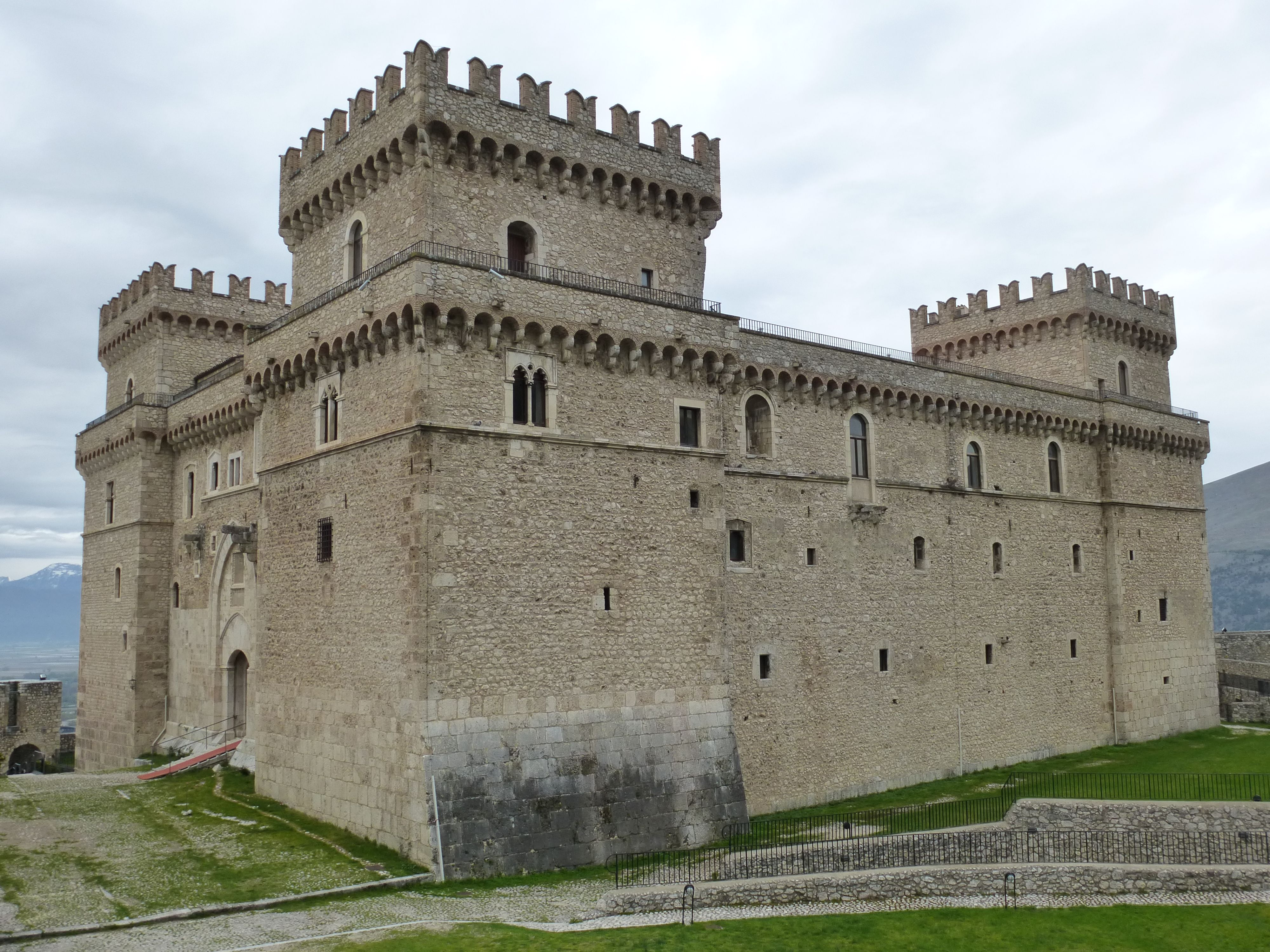
Замок Пикколомини (Челано) — главная резиденция Яковеллы.

### Семья
Яковелла (она же Ковелла, Иаковелла, Джакомелла, Иакомелла, Якобелла, Иакобелла или Джованна делла Ратта) была последней представительницей рода Челано, члены которого владели одноимённым графством. Последние вели свою родословную от графов Марси из рода Берарди, которые, в свою очередь, утверждали, что являются прямыми потомками Карла Великого. Графы Челано считались одним из древних аристократических семейств Марсики.
Яковелла родилась в семье Николо да Челано и Марии Мардзано, герцогини Сессы. В некоторых источниках датой её рождения назван 1418 год. В других говорится о том, что она родилась на рубеже XIV и XV веков. Кроме неё у родителей были сын Пьетро, будущий граф Челано под именем Пьетро III, и дочери Изабелла, Антонелла и Анджелелла. После смерти отца, мать снова вышла замуж за графа Муцио Аттендоло Сфорцу. В 1422 году, предположительно из-за болезни, умер Пьетро III. Яковелла наследовала брату, став новой графиней Челано. К тому времени одна из её сестёр, Изабелла, уже была замужем. Другие сёстры Анжелелла и Антонелла готовились вступить в брак. Впоследствии, первая стала женой кондотьера Никколо Пиччинино, вторая — супругой Николо Кантельмо, герцога Соры.

### Первый и второй браки
В 1424 году графиню Челано принудили вступить в династический брак с Одоардо Колонна, племянником римского папы Мартина V. По свидетельствам современников, муж Яковеллы имел слабое здоровье и непривлекательную внешность. Через брак с юной аристократкой Одоардо стал графом Альбе и Челано. Супружеский союз продлился около трёх лет и прекратил своё существование после внезапной смерти римского папы Мартина V. Яковелла сбежала из замка Колонна, в чём ей, вероятно, помогла мать. В источниках сообщается, что причиной, побудившей Яковеллу обратиться к Святому Престолу с просьбой расторгнуть её брак, было нежелание мужа выполнять супружеский долг. Дошло до того, что она обвинила его в импотенции, что не было правдой, так как во втором браке у Одоардо родились восемь сыновей.
Брак был расторгнут римским папой Евгением IV, и Яковелла сразу вышла замуж за семидесятилетнего герцога Бари Якопо Кальдора, который обеспечил защиту её феодов от посягательств со стороны первого мужа. Однако в 1439 году, через три месяца после свадьбы, графиня Челано овдовела.

### Третий брак
Вскоре после вдовства, она познакомилась с племянником покойного мужа, Лионелло Аккроччамуро. В 1440 году Яковелла сочеталась с ним третьим браком, в котором у неё родились два сына — Руджеро и Пьетро, и дочь Изабелла. В 1458 году графиня снова овдовела и начала самостоятельно править графством Челано, занимаясь воспитанием детей.
Старший сын Яковеллы, Руджеро Аккроччамуро, после смерти отца, несмотря на свой юный возраст, заявил о своих правах на графство Челано и, при поддержке армии под командованием кондотьера Якопо Пиччинино, осадил мать в замке Гальяно-Атерно; в последнем графиня поселилась через несколько месяцев после того, как овдовела. Спустя три дня осады Яковелла была схвачена и заточена в том самом замке. Все владения графини перешли под контроль её сына Руджеро, в то время как кондотьер Якопо Пиччинино вывез из замка все драгоценности, мебель и большое количество шерсти на общую сумму в 80 000 дукатов. Эти средства он использовал для восстановления своего войска и осады Сульмоны в 1463 году. Графиня выплатила 120 000 дукатов и выбралась из заточения. Сразу после этого пошли слухи о том, что Маттео ди Капуа, правивший Абруцци от имени неаполитанского короля Фердинанда I, предпочёл отказать Яковелле в военной помощи, чтобы не портить отношения с Якопо Пиччинино, с которым его связывали дружеские отношения, несмотря на то, что оба находились в противоборствовавших лагерях. Тем не менее, после неудачной осады Сульмоны Руджеро Аккроччамуро и Якопо Пиччинино были изгнаны из графства Челано, а само графство перешло во владение Антонио Пикколомини, супруга Марии Арагонской, дочери неаполитанского короля.
Младший сын Яковеллы, Пьетро Аккроччамуро, питавший страсть к литературе, наукам и искусствам, после захвата замка Гальяно-Атерно был отправлен в Венецию на попечение гуманиста Паоло Марси, и обучался у ещё одного гуманиста Помпонио Лето. За Яковеллой было оставлено только графство Венафро в Молизе, где она вероятно скончалась до 1471 года.